# Chromatomyia clematoides
Chromatomyia clematoides este o specie de muște din genul Chromatomyia, familia Agromyzidae, descrisă de Spencer în anul 1986.
Este endemică în Washington. Conform Catalogue of Life specia Chromatomyia clematoides nu are subspecii cunoscute.